# Gale (editore)

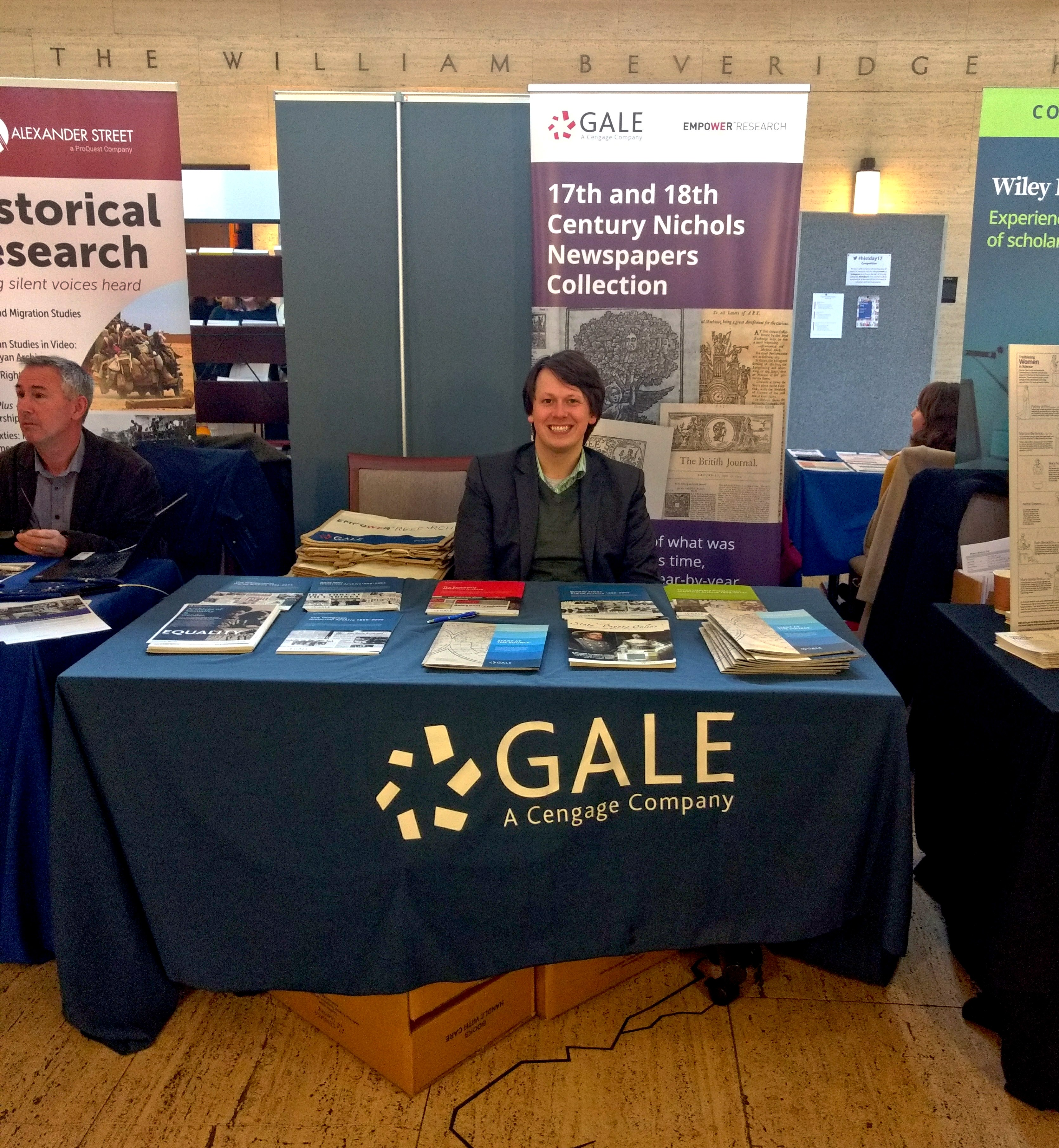
Gale allo School of Advanced Study History Day (Università di Londra, ottobre 2017)

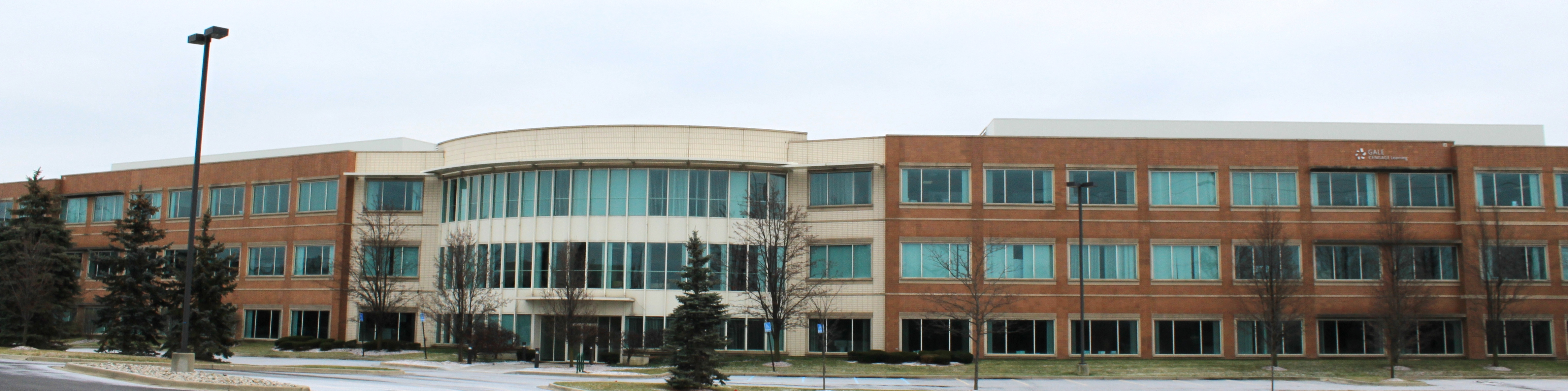
Il quartier generale della Gale Cengage, a Farmington Hills.

Gale, ex Gale Research e Gale Group, è una casa editrice statunitense che pubblica libri e manuali in lingua inglese aventi finalità educative e didattiche. Dal 2007 Gale è una divisione di Cengage Learning. La sede è a Farmington Hills, a ovest di Detroit.
La società è attiva nella stesura e nella pubblicazione di testi educativi per le biblioteche pubbliche, le imprese, le università e le scuole. È nota per i database di riviste e giornali accessibili in modalità testo integrale (come InfoTrac) e per i libri di consultazione multivolume nell'ambito della religione, della storia e delle scienze sociali.

## Storia
L'azienda fu fondata nel 1954 da Frederick Gale Ruffner Jr. a Detroit, nel Michigan. Nel 1995, venne acquisita dalla Thomson Learning Division della Thomson Corporation.
Nel 1999, Thomson Gale acquisì da Pearson i diritti d'autore del Macmillan Library Reference, comprensivo della titolarità di Scribner, Thorndike Press, Schirmer, Twayne Publishers e GK Hall. L'anno prima, Pearson li aveva ottenuti in cessione da Simon & Schuster, che ne era il proprietario dal 1994.
Nel 2000, rilevò la KG Saur Verlag di Monaco di Baviera, rivendendola all'editore Walter de Gruyter sei anni più tardi.
Il 25 ottobre 2006, Thomson Corporation annunciò l'intenzione di cedere la divisione Thomson Learning, di cui il presidente Richard Harrington affermò: «non corrisponde alla nostra visione strategica a lungo termine». A fronte di un prezzo di collocamento azionario fissato a 5 miliardi di dollari, Thomson Learning fu ceduta al prezzo di 7,75 miliardi, ad un consorzio di investitori di private equity composto da Apax Partners e dalla canadese OMERS Capital Partners. A seguito dell'operazione, il 4 luglio 2007 il nome di Thomson Learning divenne Cengage Learning.
Patrick C. Sommers è stato il presidente di Gale Group dal 22 ottobre 2007 fino al suo pensionamento nel 2010.

## Prodotti
Alcune delle collane editoriale più note di Gale Group sono le seguenti: Academic OneFile, General OneFile, General Reference Center, Sabin Americana (basato sulla Bibliotheca Americana di Sabin) e la World History Collection.
Inoltre, nel 1975 fu pubblicata la prima edizione del Biography and Genealogy Master Index (BGMI), seguito nel 1980 da una seconda edizione in otto volumi e dalla versione online del database liberamente consultabile. Il BGMI è un indice biografico che censisce più di 15 milioni di persone, vive o defunte, ed è stato costruito a partire da 1.700 risorse tematiche.
Altre noti prodotti editoriali sono:
- Contemporary Authors, pubblicato da Gale;
- Dictionary of Literary Biography, pubblicato da Gale;
- Dictionary of the Middle Ages, pubblicato da Scribner's;
- Dictionary of Scientific Biography, pubblicato da Scribner's;
- Encyclopaedia Judaica,  pubblicato da Gale;
- Encyclopedia of Associations, pubblicato da Gale;
- HighBeam Research, proprietà di Gale;
- New Catholic Encyclopedia, pubblicato da Gale;
- Questia Online Library, proprietà di Gale.